# 콜렐론고
콜렐론고(이탈리아어: Collelongo)는 이탈리아 아브루초주 라퀼라도에 있는 코무네이다.